# Rosario Luchetti
Rosario Luchetti (Buenos Aires, 4 juni 1984) is een Argentijns hockeyster die uitkomt in de aanval. Ze nam tweemaal deel aan de Olympische Zomerspelen en behaalde hierbij een bronzen en een zilveren medaille. 
Luchetti debuteerde in 2005 in de Argentijnse hockeyploeg. Op de Olympische Spelen in 2008 won ze met Argentinië de bronzen medaille. Na verlies tegen Nederland in de halve finale won Argentinië de wedstrijd om het brons van China. In 2012, op de Olympische Spelen in Londen, was opnieuw Nederland te sterk in de strijd om de olympische titel. Ditmaal slaagde Argentinië er wel in om de finale te bereiken, werd er daarin met 2-0 verloren van Nederland.
Ze won in 2010 de wereldtitel met de Argentijnse nationale ploeg in Rosario. Daarnaast won ze vijf keer de Champions Trophy, in 2008, 2009, 2010, 2012 en 2014.

## Erelijst
- 2005 - 4e  Champions Trophy te Canberra (Aus)
- 2006 - 4e  Champions Trophy te Amstelveen (Ned)
- 2006 -  WK hockey te Madrid (Esp)
- 2007 -  Champions Trophy te Quilmes (Arg)
- 2007 -  Pan-Amerikaanse Spelen te Rio de Janeiro (Bra)
- 2008 -  Champions Trophy te Mönchengladbach (Dui)
- 2008 -  Olympische Spelen te Peking (Chn)
- 2009 -  Champions Trophy te Sydney (Aus)
- 2010 -  Champions Trophy te Nottingham (Eng)
- 2010 -  WK hockey te Rosario (Arg)
- 2011 -  Champions Trophy te Amstelveen (Ned)
- 2011 -  Pan-Amerikaanse Spelen te Guadalajara (Mex)
- 2012 -  Champions Trophy te Rosarío (Arg)
- 2012 -  Olympische Spelen te Londen (Eng)
- 2014 -  WK hockey te Den Haag (Ned)
- 2014 -  Champions Trophy te Mendoza (Arg)